# Whakaki (rivière)

La rivière Whakaki  (en anglais : Whakaki River) est  un cours d’eau situé dans la région du  Northland de l’Île du Nord de la Nouvelle-Zélande.

## Géographie
Malgré son nom, elle est mieux décrite comme étant un bras  limoneux de 'Kaipara Harbour'. Elle s’écoule vers le nord-ouest pour atteindre le fleuve Arapaoa.